# Saint-Géry (Dordogne)
Saint-Géry – miejscowość i gmina we Francji, w regionie Nowa Akwitania, w departamencie Dordogne.
Według danych na rok 1990 gminę zamieszkiwało 207 osób, a gęstość zaludnienia wynosiła 11 osób/km² (wśród 2290 gmin Akwitanii Saint-Géry plasuje się na 970. miejscu pod względem liczby ludności, natomiast pod względem powierzchni na miejscu 580.).